# Janis Ian
Janis Ian (Janis Eddy Fink; 7 de abril de 1951) es una cantautora norteamericana que destacó en los años 1960 y 1970; su mayor éxito, "At Seventeen", formó parte de su álbum Between the Lines, de 1975, qué fue número 1 en Billboard.
Nacida en 1951 en Nueva York, Ian se introdujo en la escena folk cuando todavía era una adolescente a mediados de los años 1960. Muy activa musicalmente en aquella década y en los años 1970, ha continuado grabando en el siglo XXI. Ha ganado dos Grammy, el primero en 1975 para "At Seventeen" y el segundo en 2013 al Mejor Álbum Hablado, para su autobiografía, Society's Child (casi 40 años más tarde).
Ian es también columnista de prensa y autora de ciencia ficción.

## Comienzos
Nacida en la ciudad de Nueva York, se crio en Nueva Jersey, en una granja y asistió al East Orange High School en East Orange, Nueva Jersey y al New York City High School of Music & Art. Sus padres, Victor, profesor de música y Pearl, regentaban un campamento de verano en el norte del Estado de Nueva York.
De niña Ian admiró el trabajo de las pioneras del folk como Joan Báez y Odetta. Empieza con clases de piano a la edad de seis o siete años y en su adolescencia había aprendido el órgano, el armonio, el corno francés, la flauta y la guitarra. A la edad de 12 años escribe su primera canción, "Hair of Spun Gold", que fue publicada en la revista folk Broadside y fue más tarde grabada en su álbum de debut. En 1964 cambia legalmente su nombre a Janis Ian.

## Carrera musical
A la edad de 13 años, Ian escribió y cantó su primer hit, "Society's Child (Baby I've Been Thinking)", sobre un idilio interracial prohibido por la madre de una chica y mal visto por sus amigos y profesores. Producido por George "Shadow" Morton y publicado tres veces de 1965 a 1967, finalmente fue un hit nacional en su tercera publicación después de que Leonard Bernstein lo presentó en un programa de la CBS TV, titulado Inside Pop: The Rock Revolution.
El tema de la canción fue considerado tabú por algunas emisoras radiofónicas y lo retiraron de sus playlists consiguientemente. En su autobiografía de 2008 Society's Child, Ian recuerda recibir cartas de odio y amenazas de muerte como respuesta a la canción. En el verano de 1967, el tema llegó al núm. 14 en la Lista Billboard 100, el sencillo vendió 600,000 copias y el álbum 350,000.

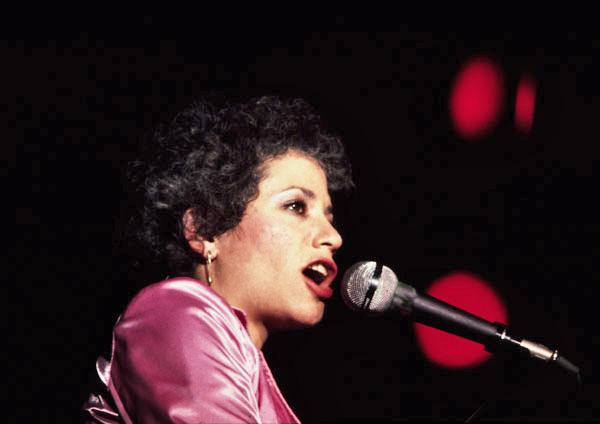
Ian actuando en el Estadio Nacional de Dublín, Irlanda el 14 de mayo de 1981

Su mayor éxito en los Estados Unidos fue la canción, "At Seventeen", un amargo comentario de la crueldad adolescente, la ilusión de popularidad y la angustia de esa edad, reflejado desde la perspectiva de una persona de 24 años. Fue publicada en 1975. recibiendo una enorme aclamación de críticos y compradores. Gana en 1975 el Grammy para Best Pop Vocal Performance - Female, batiendo a Linda Ronstadt, Olivia Newton-John y Helen Reddy. El álbum, Between the Lines, fue también un éxito y logró el Núm.1 en Billboard con ventas de encima de un millón de copias en los EE. UU. Como anécdota el día de San Valentín de 1977, Ian recibió 461 felicitaciones ya que había indicado en la letra de "At Seventeen" que nunca había recibido ninguna como adolescente.
"Fly Too High" (1979), producido por el productor de música de discoteca Giorgio Moroder, fue la contribución de Ian a la banda sonora de la película de Jodie Foster Foxes  y fue también incluido en 1979, en el álbum de Ian: Night Rains. Fue un hit en muchos países, incluyendo Sudáfrica, Bélgica, Australia, Israel y  Holanda. 
Otro país donde Ian ha conseguido un nivel alto de popularidad es Japón: Ian tuvo dos top 10 sencillos en la lista Oricon para los temas "Love Is Blind" en 1976 y "You Are Love" en 1980. El álbum de Ian Aftertones coronó la lista Oricon de álbumes en octubre de 1976. "You Are Love (Toujours Gai Mon Cher)" es la canción de la película de Kinji Fukasaku de 1980, Virus.
Su contrato con CBS fue cancelado en 1982, con tres álbumes pendientes de producir, debido a la bajada de las ventas y permaneció algunos años sin contrato discográfico. 
De 1982 a 1992, Ian continuó escribiendo canciones, a menudo en colaboración con su socio de aquella época Kye Fleming, las cuales han sido interpretadas por, entre otros, por Amy Grant, Bette Midler y Marti Jones. Publica su álbum Breaking Silence en 1993, saliendo del armario como lesbiana.
El álbum, Folk Is The New Black, fue publicado conjuntamente por los sellos Rude Girl y Cooking Vinyl en 2006.
Otros artistas han grabado las composiciones de Ian, incluyendo Roberta Flack, quién tuvo un hit en 1973 con canción "Jesse" de Ian. La versión propia de Ian está incluida en el álbum de 1974 Stars (la canción de título del cual también ha sido versionada, incluyendo interpretaciones de Shirley Bassey, Cher, Nina Simone, Françoise Hardy y Barbara Cook). Continúa actuando en la actualidad y ha hecho una ronda de conciertos en el Reino Unido en 2014 y una serie de apariciones en los EE. UU. después.

## Escribiendo, editando, actuando
Ian escribe ciencia ficción desde 2001. Sus cuentos han sido publicados en antologías y ella ha coeditado con Mike Resnick, la antología: Stars: Original Stories Based on the Songs of Janis Ian,, publicada en 2003 (ISBN 978-0-7564-0177-1). Ocasionalmente asiste a convenciones de ciencia ficción.
Ian ha sido una columnista habitual y todavía contribuye en la revista de noticias, The Advocate. Tiene una selección de sus columnas disponibles en su sitio web. 
El 24 de julio de 2008, Ian publica su autobiografía Society's Child (Penguin Tarcher) que recibe una buena acogida de la crítica. Al mismo tiempo salió un CD doble, The Autobiography Collection, que reúne sus canciones más queridas.

## Vida personal
Ian se casó con el cineasta portugués Tino Sargo en 1978 y se divorciaron en 1983. Detalles del abuso físico y emocional de Sargo aparecen en la autobiografía de Ian. Después de trasladarse a Nashville, conoció a Patricia Snyder en 1989. Ian salió del armario como lesbiana en 1993 con la publicación de su álbum Breaking Silence. Snyder e Ian se casaron en Toronto el 27 de agosto de 2003. Ian tiene una hijastra y dos nietos con Snyder.

## Discografía
Álbumes
- Janis Ian (1967) #29 US (Verve)
- For All the Seasons of Your Mind (1967) #179 US (Verve)
- The Secret Life of J. Eddy Fink (1968) (Verve)
- Who Really Cares (1969) (Verve)
- Present Company (1971) #223 US (Capitol)
- Stars (1974) #83 US, #63 (Columbia)
- Between the Lines (1975) #1 US, #4 Canadá, #22 Japan (Columbia, Festival)
- Aftertones (1976) #12 US, #81 Canadá, #1 Japan (Columbia)
- Miracle Row (1977) #45 US, #26 Japan (Columbia)
- Janis Ian (1978) (Columbia)
- Night Rains (1979) (Columbia)
- Restless Eyes (1981) #156 US (Columbia)
- Uncle Wonderful (1983) (Rude Girl)
- Breaking Silence (1992) (Morgan Creek)
- Simon Renshaw Presents: Janis Ian Shares Your Pain (1995) (Rude Girl) (not released until 12.09)
- Revenge (1995) (Rude Girl)
- Hunger (1997) (Windham Hill/Rude Girl)
- God & the FBI (2000) (Windham Hill/Rude Girl)
- Lost Cuts 1 (2001) (Rude Girl)
- Billie's Bones (2004) (Rude Girl)
- Folk Is the New Black (2006) (Rude Girl)
- Strictly Solo (2014) (Rude Girl) Available only at live shows.

Álbumes de recopilación
- Remember (1978) (orig. JVC Japan, now Rude Girl)
- The Best of Janis Ian (1980) (CBS Benelux)
- My Favourites (1980) (CBS Benelux)
- At Seventeen (1990) (CBS)
- Up 'Til Now (1992) (Sony)
- Society's Child: The Verve Recordings (1995) (Polydor/UMG)
- Live on the Test 1976 (1995) (BBC World Wide)
- Unreleased 1: Mary's Eyes (1998) (Rude Girl)
- The Bottom Line Encore Collection (1999) (Bottom Line Records)
- The Best of Janis Ian (2002) (Festival Australia)
- Live: Working Without a Net (2003) (Rude Girl)
- Souvenirs: Best of 1972–1981 (2004) (Rude Girl)
- Unreleased 2: Take No Prisoners (2006) (Rude Girl)
- Unreleased 3: Society's Child (2006) (Rude Girl)
- Ultimate Best (2007) (JVC Victory)
- Best of Janis Ian: Autobiography Collection (2008) (Rude Girl)
- The Essential Janis Ian (Sony worldwide)

Sencillos
| Año  | Título                                          | U.S. Billboard | U.S. Cash Box | U.S. A/C | Kent Music Report (Australia) | UK | JPN |
| ---- | ----------------------------------------------- | -------------- | ------------- | -------- | ----------------------------- | -- | --- |
| 1967 | "Society's Child (Baby I've Been Thinking)"     | 14             | 13            | –        | –                             | –  | –   |
| 1967 | "Insanity Comes Quietly to the Structured Mind" | 109            | 82            | –        | –                             | –  | –   |
| 1974 | "The Man You Are in Me"                         | 104            | 105           | 33       | –                             | –  | –   |
| 1975 | "When the Party's Over"                         | –              | 112           | 20       | –                             | –  | –   |
| 1975 | "At Seventeen"                                  | 3              | 1             | 1        | 23                            | –  | –   |
| 1975 | "In the Winter"                                 | –              | 97            | 21       | –                             | –  | –   |
| 1976 | "Boy I Really Tied One On"                      | –              | –             | 43       | –                             | –  | –   |
| 1976 | "I Would Like to Dance"                         | –              | –             | 28       | –                             | –  | –   |
| 1976 | "Roses"                                         | –              | –             | 37       | –                             | –  | –   |
| 1976 | "Love Is Blind"                                 | –              | –             | –        | –                             | –  | 1   |
| 1976 | "Between the Lines"                             | –              | –             | –        | –                             | –  | 90  |
| 1977 | "Will You Dance?"                               | –              | –             | –        | –                             | –  | 40  |
| 1978 | "That Grand Illusion"                           | –              | –             | 43       | –                             | –  | –   |
| 1979 | "Fly Too High"                                  | –              | –             | –        | –                             | 44 | –   |
| 1980 | "You Are Love"                                  | –              | –             | –        | –                             | –  | 10  |
| 1980 | "The Other Side of the Sun"                     | –              | –             | 47       | –                             | 44 | –   |
| 1981 | "Under the Covers"                              | 71             | 79            | –        | –                             | –  | –   |
| 2010 | "Every Woman's Song" (with Angela Aki)          | –              | –             | –        | –                             | –  | 53  |

DVD
- Live at Club Cafe (2005) (Rude Girl)
- Janismania (2005) (Rude Girl)
- Through the Years: A Retrospective (2007) (Rude Girl)
- Janis Ian '79: Live in Japan & Australia (2008) (Rude Girl)